# Bhongir
Bhongir es una ciudad y municipio situada en el distrito de Yadadri Bhuvanagiri en el estado de Telangana (India). Su población es de 53339 habitantes (2011). Se encuentra a 47 km de Hyderabad, la capital del estado.

## Demografía
Según el censo de 2011 la población de Bhongir era de 53339 habitantes, de los cuales 27073 eran hombres y 26266 eran mujeres. Bhongir tiene una tasa media de alfabetización del 81,24%, superior a la media estatal del 67,02%: la alfabetización masculina es del 88,75%, y la alfabetización femenina del 73,51%